# Playboy (Brasil)
Playboy fue una revista brasileña de distribución bimestral publicada por la PBB Entertainment. Versión brasileña de la revista masculina homónima estadounidense, fue originalmente publicada por la Editora Abril, donde tuvo su edición inaugural en 1975 y fue concluida después de 40 años con 487 ediciones publicadas.

## Historia
A mediados de la década de 1970, Roberto Civita, que trabajaba en la Editora Abril bajo su padre Victor Civita, conversó con la dirección de la revista Playboy en los Estados Unidos para empezar el comienzo de una versión brasileña de la publicación. Enseguida lo discutió con Victor, que sugirió pedir permiso para la publicación con el ministro de Justicia, Armando Falcão, visto que el gobierno militar mantenía la prensa bajo censura previa. A pesar de las garantías que los ensayos serían más comportados y el contenido editorial sería "mucho más intelectual y sofisticado que cualquier revista que circulaba en el país", Falcão vetó el plan declarando que "no podría hacer ninguna revista con el nombre PLAYBOY en Brasil, no importaba el contenido." (la edición norteamericana tuvo su venta prohibida en 1970) Observando una brecha, Civita reenvió los planes bajo el título La Revista del Hombre, consiguiendo la aprobación.
La primera edición de Revista del Hombre, comúnmente abreviada a la época como Hombre, fue lanzada en agosto de 1975, con una pareja en la portada (la modelo era Rosicleide). Aunque la estrella del ensayo interno fuera Lívia Mund, el editor Fernando de Barros vetó una portada con Mund porque ella también posaba en la Nueva de aquel mes. Su sustituta fue una modelo no famosa, llamada solo como Rosicleia. Contando también con fotos de la americana Valerie Perrine y textos de Vladimir Nabokov, Francis Ford Coppola, Jorge Amado, Paulinho de la Viola y Roberto Drummond, la edición inicial de Hombre inmediatamente se hizo bien-sucedida, vendiendo 135 mil ejemplares.  Las fotos eran cortadas o retocadas para evitar nudez explícita. Para engañar el filtro de la División de Censura de Diversiones Públicas, el equipo de la revista utilizaba trucos como presentar fotos escandalosas para conseguir que otras fueran aprobadas, o ensayos de mujeres vistiendo camisetas mojadas. A la vez, ninguna mención era hecha a la Playboy americana en la primera edición, no contando ni con la tradicional entrevista - que estrenaría en la segunda edición, con el exagente de la CIA Philip Agee, y sólo vería versión nacional en 1976 con el exjugador Didi.
En contraste al veto de las fotos, así como otras revistas masculinas de la época la publicación tuvo una condición de vanguardia en el periodismo, contando con reportajes innovadores, algo que el periodista Gonçalo Júnior explicó con el hecho que "en la condición de revista de 'mujer desnuda', se preocupaban más en censurar las fotos que en censurar material y entrevista". En abril de 1977, con la relajación del régimen militar bajo la presidencia de Ernesto Geisel, Hombre consiguió por primera vez estampar en la portada el coelhinho que es la logomarca de la Playboy americana, y en julio de 1978, la revista pudo estampar su verdadero título en las bancas, con la presencia en la portada de la plantilla importada de los americanos Debra Jo Fondren. Durante el periodo, la Abril disputaba el derecho del nombre La Revista del Hombre con la Editora Tres, que publicaba la concurrente Estatus y lanzó una publicación también llamada Revista del Hombre en 1975 solo para aprovecharse del título y perjudicar a Abril.
En la década de 1980, el director de redacción Mário Escobar de Andrade consiguió hacer  la Playboy una de las revistas de mayor vendaje en el mercado brasileño, con media de 400 mil ejemplares. Además de ensayos con musas de la época, consiguió imponer un fuerte contenido editorial, incluyendo entrevistas con personalidades elusivas como Fidel Castro. En la década de 1990, la revista tuvo sus ediciones más vendidas bajo el director Ricardo Setti (1994-1999). La sucesora de Setti, Cynthia de Almeida, priorizó un público más joven, reflejándose en revistas masculinas como la Maxim, ya que el público de 20 a 29 años respondía a 41% de los consumidores.
Almeida salió en 2004 para asumir la Revista MTV y dos nuevos proyectos editoriales vueltos al público joven. El nuevo director fue Rodrigo Velloso, que ocupaba la dirección de marketing de las marcas infantiles y de educación. Velloso mantuvo la línea de Almeida, mientras realizaba un cambio en la diagramación y esbozo. Después de la salida de Velloso en 2006, el entonces editor de la concurrente Sexy Edson Aran fue contratado como su sustituto.  Aran dio gran importancia al contenido editorial, estableciendo un calendario de ediciones temáticas (como Humor, Gastronomía, y Música etc) y reviviendo los rankings, como uno de cachaças. Aran sale en 2013, y su sustituto Thales Guaracy queda solo 9 meses en el cargo. En 2014 el director sería Sérgio Xavier Hijo, exdirector de la Resultado que comandaba el núcleo de licenciadas de la Rodale cómo Men's Health.
En 2015, delante de la caída de circulación y el coste de los royalties para la Playboy Enterprises, la Abril decidió concluir su versión de la Playboy el mismo año en que esta completaba 40 años. La matriz americana entró en negociación con otras editoras para mantener el título en la activa, finalmente cerrando contrato de licenciamento con la paranaense PBB Entertainment para que esta relanzara la revista en 2016. Originalmente marcada para marzo, el reestreno fue aplazado un mes. La portada de la edición re inaugural en abril de 2016 fue Luana Piovani, después de años rechazando invitaciones de la Abril. El primer número de la nueva Playboy, bajo dirección de Kleyson Barbosa y Maíra Miranda, tuvo 100 mil ejemplares y precio de 20 reales (la última edición de la Abril costaba R$14 y tuvo 80 mil unidades impresas).
La PBB Entertainment anunció que a partir de junio de 2016 la revista pasaría a ser publicada bimestralmente, según la editora, la acción forma parte del proceso de reestructuración de la marca en Brasil, que traerá novedades para los lectores.  En 2017 la revista pasó a salir cada tres meses. El mes de abril, el publisher André Sanseverino fue alejado de la revista después de ser denunciado, junto con su socio Marcos Aurélio de Abreu Rodrigues y Silva, de asedio sexual por nueve modelos que participaron de un evento de la revista, en Curitiba. Ellas acusaban ambos de proponer sexo en pago de dinero y fama.
El 2 de abril de 2018 fue anunciado que sería solamente una edición por año, dejando así de ser vendida en las bancas y pasando a ser comercializada solamente por encomienda en su web, para colecionadores. En julio de 2018, es confirmado que la Playboy fue concluida en Brasil después de rescisión de contrato entre la PBB Entertainment y la matriz norteamericana en el fin de 2017. En materia publicada por el UOL, la dirección de la revista nos Estados Unidos confirmó que las operaciones virtuales de la marca Playboy en Brasil eran irregulares y que estaba bajo proceso de investigación. Por cuenta de eso, perfiles en las redes sociales fueron desactivados y la web Men Play fue cerrada por el FBI. Paralelo al cierre de las actividades de la versión brasileña, la Playboy Americana hizo un acuerdo y pasó a distribuir la Playboy Portugal en São Paulo y Río de Janeiro.

## Secciones y contenido editorial
Siguiendo las líneas maestras de la edición americana, la versión brasileña disponibiliza muchas secciones, algunas de ellas buscan el entretenimiento erótico, a ejemplo de Gatas & Coelhinhas, que presenta imágenes de fotógrafos, no necesariamente del equipo de la revista, y que focalizan y registran mujeres desconocidas del medio; Clic, con varias celebridades, supuestamente fotografiadas en situaciones reveladoras o embarazosas; Mujeres que Amamos, que presenta una foto sensual de una modelo nunca antes registrada en portada.   
Como especie de "coche-jefe" de la publicación, la edición brasileña de Playboy busca fotografiar mujeres famosas desnudas, o en visibilidad notable en momento oportuno, como atractivo fundamental y característico, al contrario de la línea editorial original americana, que le gusta la "chica de la vecindad". En general, la nudez femenina presentada en las páginas brasileñas, especialmente el ensayo de grandes estrellas, trasciende el aspecto de la sensualidad, presentándose de forma artística, buscando caracterizarse como registro fotográfico de una personalidad, en un momento de su vida. En relación con los profesionales responsables por los clics de las estrellas brasileñas, sobresalen grandes fotógrafos, por ejemplo Bob Wolfenson, J.R. Duran, Marcio Scavone y Luis Crispino.
Otras secciones tienen naturaleza informativa, literaria o cultural,por ejemplo Caro Playboy, un pliego que expone la opinión de los lectores sobre la revista, publicando ideas, elogios y críticas; Happy Hour, con curiosidades de diversos asuntos; la sección Neuronas, actualizando al lector sobre los lanzamientos en cine, libros, juegos y DVDs; Sobre Eso y Aquello, una columna fija del periodista Ivan Lessa; Playboy Responde, con preguntas sobre sexo y otros temas hechas por los lectores para la redacción de la publicación, muchas veces respondidas por especialistas. Y aún: cuentos eróticos escritos por grandes escritores brasileños;  reportajes especiales con los asuntos de interés masculino de la actualidad; consejos de moda y estilo; guía de bares, bebidas, moteles, viajes y cocina; y, por fin, las Piadas de Playboy, tradicional última página de la revista.
Un punto fuerte de la revista son las entrevistas. Muchas veces bombásticas y reveladoras, ellas son encontradas todos los meses en la publicación ocupando varias páginas, relatando historias, opiniones y deseos de grandes celebridades e intelectuales brasileños e internacionales. Entre estos que ya concedieron entrevista a la Playboy, se destacan: Luiz Inácio Lula de Silva, Fernando Henrique Cardoso, Fidel Castro, Angelina Jolie, Regina Duarte, Tony Ramos, Yasser Arafat, Chico Buarque, Ayrton Senna, Fernanda Montenegro, Oscar Niemeyer, Pelé, Gisele Bündchen y Paulo Conejo.  Hay también otra sección que es como una minientrevista, llamada 20 P, siendo 20 preguntas audaces hechas a los más diversos famosos. De esa forma, se retira el estigma de revista que trae únicamente fotos de mujeres desnudas.  
El reestreno en 2016 vio una repaginación del contenido de la Playboy, aunque incorporando viejos nombres de secciones como "Happy Hour", "Insiders" y "Entre Nosotros". Más columnistas y cartunistas fueron agregados, y las bromas dieron espacio a sólo una columna en la Happy Hour.

## Modelos famosas
De entre más de 400 ediciones, se registran como principales famosas que posaron totalmente desnudas a las lentes de la Playboy:
| Actrices notables                                                                                | Actrices notables                                                              | Actrices notables | Actrices notables |
| Estrella                                                                                         | Edición                                                                        | Notas |                   |
| ------------------------------------------------------------------------------------------------ | ------------------------------------------------------------------------------ | --- | ----------------- |
| Alessandra Negrini                                                                               | abril de 2000                                                                  | En la época, interpretaba Isabel de la minissérie La Muralla; interpretó una prostituta de la Lapa en su ensayo desnudo |                   |
| Ângela Vieira                                                                                    | octubre de 1999                                                                | En la época, vivía Janete de la novela Tierra Nostra; sus fotos fueron hechas en Italia |                   |
| Angelina Muniz                                                                                   | julio de 1980, marzo de 1982 y febrero de 1985                                 | No fue portada en la primera Playboy: la portada fue de Lídia Brondi; fue uno de los mayores símbolos sexuales de la década de 1980 |                   |
| Bárbara Borges                                                                                   | febrero de 2005 y septiembre de 2009                                           | En la época de la primera Playboy interpretaba el personaje lésbico Jennifer en Señora del Destino; en la segunda, era Elvira en Bella, la Fea |                   |
| Bárbara Paz                                                                                      | septiembre de 2007                                                             | Posó en un teatro en São Paulo; en la época era protagonista de la novela Maria Esperanza |                   |
| Betty Haría                                                                                      | agosto de 1978 y octubre de 1984                                               | Poco tiempo antes de posar por primera vez había interpretado Rita Baiana en la película El Cortiço, basado en la obra realista de Aluísio de Azevedo; fue la primera actriz brasileña de TELE a posar desnuda                                               |                   |
| Bruna Lombardi                                                                                   | marzo de 1991                                                                  | Ganó suplemento especial en la revista y portada con close en el rostro; hizo su ensayo en Caribe |                   |
| Carla Marins                                                                                     | agosto de 1992                                                                 | En la época, interpretaba Eliane de la novela Piedra Sobre Piedra; posó en Cancún en México |                   |
| Carol Castro                                                                                     | agosto de 2008                                                                 | Ese tiempo interpretaba Sheila de la novela Belleza Pura; sus fotos fueron inspiradas en las obras de Jorge Amado |                   |
| Christiane Torloni                                                                               | marzo de 1983 y noviembre de 1984                                              | En el segundo ensayo fue fotografiada por Luís Trípoli; estampó la portada con close en el rostro; dice haber posado desnuda como afronta a la dictadura militar vigente en la época                                                                         |                   |
| Cláudia Ohana                                                                                    | enero de 1985 y noviembre de 2008                                              | Causó polémica en la primera Playboy por exhibirse con exceso en por los pubianos; en la época de la segunda revista vivía la Cida de La Favorita |                   |
| Cláudia Raia                                                                                     | marzo de 1984, septiembre de 1985, enero de 1986 y enero de 1988               | En la primera Playboy fue acreditada como bailarina Maria Cláudia; en la segunda ya estaba en la novela Roque Santeiro; en la última hizo un ensayo interno, interpretando fantasías sexuales en la edición que traía Isadora Ribeiro en la portada          |                   |
| Cléo Pires                                                                                       | agosto de 2010                                                                 | La actriz fue portada de la edición conmemorativa de 35 años de la revista, siendo fotografiada por dos fotógrafos: Bob Wolfenson y Jacques Dequeker, en dos ensayos diferentes                                                                              |                   |
| Cristiana Oliveira                                                                               | febrero de 1992                                                                | Era insistentemente asediada por la revista desde la novela Pantanal; su ensayo fue hecho en Jamaica |                   |
| Danielle Winits                                                                                  | agosto de 1998 y octubre de 2003                                               | En la época de la primera Playboy fue fotografiada en Las Vegas y estaba en la telenovela Cuerpo Dorado; ya en la segunda revista, protagonizaba Kubanacan                                                                                                   |                   |
| Deborah Secco                                                                                    | agosto de 1999 y agosto de 2002                                                | En la primera vez fue clicada en Los Ángeles; fue la única actriz en ser cubierta dos veces de la edición de aniversario de la publicación, más importante del año, en agosto                                                                                |                   |
| Fernanda Paes Leme                                                                               | diciembre de 2005                                                              | Posó tras interpretar Rosário de la telenovela América |                   |
| Flávia Alessandra                                                                                | agosto de 2006 y diciembre de 2009                                             | Posó en un yate en pleno alto mar; poco tiempo antes de posar había hecho una de sus más notorios personajes: la antagonista Cristina de Alma Gemela; en la época de la segunda revista, protagonizaba Caras & Bocas                                         |                   |
| Françoise Forton                                                                                 | agosto de 1989                                                                 | Ese tiempo vivía Helena de Tieta |                   |
| Grazi Massafera                                                                                  | agosto de 2005                                                                 | En la época aún era solo una ex-BBB; fue portada de 30 años de la edición brasileña, siendo una grand apuesta de la revista que salió bien; es la portada más vendida de los últimos 5 años                                                                  |                   |
| Isabel Fillardis                                                                                 | noviembre de 1996                                                              | Fue fotografiada para el ensayo en Marrakech, en Marruecos |                   |
| Isabela Garcia                                                                                   | agosto de 1988                                                                 | En la época era la protagonista Ana de la telenovela Bebé a Bordo |                   |
| Isadora Ribeiro                                                                                  | febrero de 1988 y junio de 1991                                                | La eterna chica del Fantástico. |                   |
| Jéssika Alves                                                                                    | Agosto de 2014                                                                 | Actriz fue estrella de la edición de 39 años, en la época estaba en la novela En Familia, viviendo el personaje Guiomar, la babá. |                   |
| Juliana Alves                                                                                    | octubre de 2009                                                                | Antes de ser actriz, fue una ex-BBB; posó tras interpretar Suellen de la novela Camino de las Indias |                   |
| Juliana Knust                                                                                    | diciembre de 2007                                                              | En la época interpretaba Débora de Dos Tipos; fue regalada con dos portadas diferentes para la misma edición, siendo una de ellas de close en el rostro |                   |
| Juliana Paes                                                                                     | mayo de 2004                                                                   | Fue la portada más vendida de los últimos 10 años; en la época se destacaba en Celebridad viviendo la sensual Jack Joy |                   |
| Karina Bacchi                                                                                    | diciembre de 2006                                                              | Estampó la portada vestida de Mamá Noel. Causó grand impresión en la prensa por ser la primera celebridad brasileña en aparecer en un ensayo totalmente depilada y con un pirsin en el área genital                                                          |                   |
| Leona Cavalli                                                                                    | octubre de 2012                                                                | En la época formaba parte del elenco del remake de Gabriela en la piel de la vilã prostituta Zarolha. |                   |
| Lídia Brondi                                                                                     | agosto de 1987                                                                 | Ganó suplemento especial en la revista y fue a las bancas con portada de close en el rostro; ya había posado en julio de 1980 para la portada de la revista, pero de aquella vez sin la presencia de ensayo desnudo en la edición                            |                   |
| Luana Piovani                                                                                    | abril de 2016                                                                  | Estrella de la edición de reestreno de la revista; |                   |
| Lucélia Santos                                                                                   | abril de 1980 y noviembre de 1981                                              | El tiempo de la segunda Playboy había protagonizado la película Luz Del Fuego; era considerada la namoradinha de Brasil en la época |                   |
| Lúcia Veríssimo                                                                                  | enero de 1983 y abril de 1988                                                  | Posó por segunda vez mientras interpretaba Letícia de la novela Mandala |                   |
| Luciene Adami                                                                                    | enero de 1991                                                                  | Una de las más bellas de la novela Pantanal, éxito en 1990. |                   |
| Luiza Tomé                                                                                       | diciembre de 1993 y noviembre de 2004                                          | En la época de la primera Playboy estaba en Fiera Herida; en la segunda, en Comenzar de Nuevo |                   |
| Maitê Proença                                                                                    | febrero de 1987 y agosto de 1996                                               | Ganó una portada de close en el rostro en la primera Playboy; su segundo ensayo fue hecho en Sicilia, Italia, haciéndose uno de los mayores clásicos de la historia de la Playboy                                                                            |                   |
| Maria Padilha                                                                                    | marzo de 1994                                                                  | Su ensayo fue inspirado en la obra de Nelson Rodrigues |                   |
| Maria Zilda                                                                                      | agosto de 1985                                                                 | Su edición conmemoró 10 años de publicación en Brasil; ganó portada de dos páginas |                   |
| Marisa Orth                                                                                      | agosto de 1997                                                                 | Fue la actriz brasileña que más vendió vueltas a ver en la historia; en la época interpretaba el famoso personaje Magda de Sale de Bajo |                   |
| Miel Lisboa                                                                                      | agosto de 2004                                                                 | Era insistentemente asediada por la revista desde la minissérie Presencia de Anita |                   |
| Mônica Carvalho                                                                                  | mayo de 1993, julio de 2001 y febrero de 2008                                  | En la época de la primera Playboy fue portada solo por ser la plantilla de la apertura de Mujeres de Arena; en la segunda, ya como actriz, se destacaba viviendo Socorrinho de Puerto de los Milagros; en la tercera estaba en la novela Caminos del Corazón |                   |
| Nathália Rodrigues                                                                               | agosto de 2012                                                                 | La actriz fue portada de la edición conmemorativa de 37 años de la revista; en la época formaba parte del elenco del remake de Gabriela |                   |
| Nanda Costa                                                                                      | Agosto de 2013                                                                 | Actriz fue portada de la edición de aniversario de 38 años, en la época era actriz de éxito en la novela de las nueve, salve Jorge |                   |
| Paloma Duarte                                                                                    | abril de 1996                                                                  | Tenía solo 18 años en la época; fue fotografiada en Punta del Este en Uruguay |                   |
| Paula Burlamaqui                                                                                 | mayo de 1996                                                                   | Ese tiempo vivía Rose de Explota Corazón; fue fotografiada sin ropa en la nieve de Aspen, en los Estados Unidos |                   |
| Regiane Alves                                                                                    | agosto de 2003                                                                 | En la época interpretaba la vilã Dóris de Mujeres Enamoradas; su ensayo fue inspirado en los bastidores de un set de filmagem |                   |
| Renée de Vielmond                                                                                | agosto de 1986                                                                 | Tras el éxito en la década de 1980, cuando posó desnuda, retomó la carrera de actriz destacándose en la novela Paraíso Tropical |                   |
| Rita Guedes                                                                                      | marzo de 2006                                                                  | En esa época daba vida a Kátia, la Anja de Alma Gemela |                   |
| Sandra Bréa                                                                                      | junio de 1981 y octubre de 1985                                                | En la época de su segundo ensayo estaba en la telenovela Ti Ti Ti, interpretando Jacqueline, futuro papel de Cláudia Raia en la versión 2010; falleció en 2000 en función de la Sida                                                                         |                   |
| Solange Couto                                                                                    | diciembre de 1980                                                              | No fue portada: apareció desnuda en ensayo interno; ya había posado en agosto de 1976 para la revista junto a las mulatas de Sargentelli, pero, de aquella vez, sin nudez total                                                                              |                   |
| Sônia Braga                                                                                      | septiembre de 1984 y julio de 1986                                             | Sus ensayos rindieron su aparición en la Playboy americana; en 1984 ganó dos portadas para la misma edición |                   |
| Susana Vieira                                                                                    | abril de 1985                                                                  | No fue portada: hizo un ensayo desnudo interno en la revista |                   |
| Hube Visto Fischer                                                                               | agosto de 1982 y enero de 2000                                                 | Su segundo ensayo fue hecho en París en Francia; ese mismo año la actriz interpretó una de las clásicas Helenas del autor Manoel Carlos: a de Lazos de Familia; también causó polémica por el bello púbico                                                   |                   |
| Yoná Magalhães                                                                                   | febrero de 1985                                                                | Posó a los 50 años mientras vivía Matilde de Roque Santeiro |                   |
| Presentadoras de TELE                                                                            |                                                                                | |                   |
| Estrella                                                                                         | Edición                                                                        | Notas |                   |
| Adriane Galisteu                                                                                 | agosto de 1995 y agosto de 2011                                                | Su ensayo fue hecho en Grecia, ganando portada de dos páginas, conmemorando 20 años de la Playboy en Brasil; hizo una de las fotos más polémicas de la historia de la revista, donde se mostraba depilada de bello púbico                                    |                   |
| Babi Xavier                                                                                      | septiembre de 2003                                                             | El año anterior había presentado Isla de la Seducción en el SBT |                   |
| Cissa Guimarães                                                                                  | agosto de 1994                                                                 | En la época era presentadora y reportera del Vídeo Show |                   |
| Helen Ganzarolli                                                                                 | septiembre de 2000                                                             | En esa época venció el Concurso Felinas, ganando la portada; presentó varios programas en el SBT |                   |
| Luize Altenhofen                                                                                 | enero de 2001, diciembre de 2001 y octubre de 2006                             | En la primera Playboy aún era conocida solo por los comerciales de cerveza; su primer ensayo fue hecho en Fernando de Noronha |                   |
| Mara Maravilla                                                                                   | febrero de 1990                                                                | Causó gran polémica en la época por posar habiendo sido presentadora de programas infantiles |                   |
| Monique Evans                                                                                    | julio de 1985, junio de 1986 y noviembre de 1993                               | Apareció en la primera Playboy de cabeza raspada |                   |
| Xuxa Meneghel                                                                                    | diciembre de 1982                                                              | En la época la Reina aún era solo una modelo que enamoraba el rey Pelé; posó desnuda junto con su hermana Maruska |                   |
| Cantantes                                                                                        |                                                                                | |                   |
| Estrella                                                                                         | Edición                                                                        | Notas |                   |
| Elba Ramalho                                                                                     | febrero de 1989                                                                | El año lanzó su LP Popular brasileña |                   |
| Grupo Banana Split                                                                               | octubre de 1998                                                                | Las 5 integrantes del grupo (Mariana, Adriana, Márcia, Mônica y Sandra) posaron desnudas juntas en el ensayo |                   |
| Kelly Key                                                                                        | diciembre de 2002                                                              | Posó en el auge de la carrera, poco después de explotar con su sencillo Baba |                   |
| Marina Lima                                                                                      | noviembre de 1999                                                              | El año anterior había lanzado el álbum Pierrot de Brasil; posó desnuda para levantar su autoestima tras pasar por una grave depresión |                   |
| Rosemary                                                                                         | marzo de 1985                                                                  | Primera cantante brasileña en posar desnuda |                   |
| Atletas                                                                                          |                                                                                | |                   |
| Estrella                                                                                         | Edición                                                                        | Notas |                   |
| Ana Paula Oliveira                                                                               | julio de 2007                                                                  | Bandera de fútbol que llegó a trabajar en la serie A del Campeonato Brasileño; protagonizó una de las mayores polémicas causadas por Playboy, siendo echada del cuadro oficial de árbitros de la FIFA por posar desnuda                                      |                   |
| Andréa Lopes                                                                                     | enero de 2007                                                                  | Tetracampeona brasileña de surf; fue una de las revistas más criticadas de la historia por su belleza. El propio Roberto Civita describió como siendo "la peor portada de la historia".                                                                      |                   |
| Dora Bria                                                                                        | febrero de 1993                                                                | Tricampeona suramericana de windsurf; fallecida en 2008 |                   |
| Hortência Marcari                                                                                | febrero de 1988                                                                | gran estrella del baloncesto; medalla de oro en el Campeonato Mundial de Baloncesto en 1994 y en los Juegos Panamericanos de La Habana en 1991; fue la primera edición de Playboy a utilizar el programa de retoque digital en imágenes                      |                   |
| Ida Álvares                                                                                      | septiembre de 1996                                                             | Jugadora de voleibol; medallista olímpica en los juegos de Atlanta |                   |
| Mári Paraíba                                                                                     | julio de 2012                                                                  | Jugadora de voleibol |                   |
| Marta de Souza Sobral                                                                            | diciembre de 1991                                                              | Jugadora de baloncesto que ganó medalla de plata en las Olimpíadas de Atlanta; no ganó portada de la revista, siendo que quién estampó esta edición fue la actriz Sônia Lima                                                                                 |                   |
| Vanessa Menga                                                                                    | febrero de 2001                                                                | Tenista; recibió medalla de oro en los Juegos Panamericanos de Winnipeg |                   |
| Celebridades de diversas áreas                                                                   |                                                                                | |                   |
| Estrella                                                                                         | Edición                                                                        | Notas |                   |
| Roberta Close                                                                                    | mayo de 1984                                                                   | Es la Transexual más famosa de Brasil, esa fue la primera y la única edición de la revista a presentar una transexual, Roberta Close también ya fue actriz.                                                                                                  |                   |
| Carla Camurati                                                                                   | julio de 1983                                                                  | Actual cineasta; dirigió la película Carlota Joaquina, Princesa del Brazil; desde 2007 es a presidente de la Fundación Theatro Municipal de Río de Janeiro                                                                                                   |                   |
| Cláudia Liz                                                                                      | agosto de 1991                                                                 | Grand top model; fue la única estrella clicada en un mismo ensayo por 4 fotógrafos |                   |
| Doris Giesse                                                                                     | noviembre de 1990                                                              | Periodista y expresentadora del Fantástico; mostró los senos inmediatamente en la portada |                   |
| Fernanda Young                                                                                   | noviembre de 2009                                                              | Escritora de varios romances, guionista y presentadora del programa Irritando Fernanda Young en el canal GNT; apareció en la portada trajando fantasia de coelhinha de la Playboy                                                                            |                   |
| Jacqueline Meirelles                                                                             | octubre de 1988                                                                | Ex-Miss Brasil; fue una de las únicas Misses Brasil a posar desnuda, juntamente con Hube Visto Fischer y Luize Altenhofen |                   |
| Kátia Maranhão                                                                                   | abril de 1991                                                                  | Ya presentó el Casseta & Planeta; fue periodista del SBT |                   |
| Letícia Birkheuer                                                                                | diciembre de 2010                                                              | Gran top model, ya habiendo desfilado para Victoria's Secret; ya como actriz, inició su carrera en Belíssima |                   |
| Luiza Brunet                                                                                     | mayo de 1983, diciembre de 1984 y mayo de 1986                                 | Gran top model, empresaria y también ya actuó en algunas telenovelas |                   |
| Luma de Olivo                                                                                    | septiembre de 1987, marzo de 1988, marzo de 1990, mayo de 2001 y enero de 2005 | Plantilla, empresaria y actriz ocasionalmente; si destacó por grandes exhibiciones y polémicas en el Carnaval; es una de las mujeres que más veces posó desnuda en la historia de la revista, empatada con Scheila Carvalho                                  |                   |
| Tatiana Issa                                                                                     | marzo de 1998                                                                  | Actual directora, responsable por el premiado documental Dzi Croquettes; también se destacó en trabajos como actriz, sobre todo en la película El Guarani, donde vivió Ceci; su ensayo fue hecho en Uruguay                                                  |                   |
| Sabrina Sato                                                                                     | mayo de 2003 y diciembre de 2004                                               | Cuando posó por primera vez era sólo una BBB; durante la segunda portada ya era una humorista del Pánico en la TELE en la RedeTV! |                   |
| Algunas celebridades internacionales que tuvieron sus ensayos publicados en la edición brasileña |                                                                                | |                   |
| Estrella                                                                                         | Edición                                                                        | Notas |                   |
| Cindy Crawford                                                                                   | septiembre de 1998                                                             | La supermodelo americana apareció en la portada de la Playboy brasileña |                   |
| Drew Barrymore                                                                                   | enero de 1995                                                                  | La actriz americana de Las Panteras apareció en ensayo interno; la portada era de Ana Alice |                   |
| Katarina Witt                                                                                    | marzo de 1999                                                                  | La patinadora olímpica apareció en ensayo interno; la portada era de Suzana Alves |                   |
| Kim Basinger                                                                                     | febrero de 1987                                                                | La actriz de 9 1/2 Semanas de Amor apareció desnuda en la edición que traía Maitê Proença en la portada |                   |
| Lindsay Lohan                                                                                    | enero de 2012                                                                  | La actriz aparece como una de las opciones de portada al lado de Vanessa Zotth y su ensayo aparece en la misma edición |                   |
| Madonna                                                                                          | agosto de 1985                                                                 | La mayor cantante pop del mundo apareció sin ningún tipo de depilación en ensayo interno en la edición de Maria Zilda |                   |
| Naomi Campbell                                                                                   | abril de 2000                                                                  | La supermodelo apareció en ensayo interno; la portada era de Alessandra Negrini |                   |
| Pamela Anderson                                                                                  | octubre de 2001 y enero de 2007                                                | En la primera vez la actriz de Baywatch fue portada en Brasil; la segunda ganó ensayo interno; fue varias veces capa de la Playboy americana |                   |
| Sharon Stone                                                                                     | noviembre de 1990                                                              | La actriz de Instinto Salvaje apareció en ensayo interno; la portada era de Doris Giesse |                   |
| Checas del Brazil                                                                                | julio de 2011                                                                  | Las plantillas Michaela Matejkova y Alicia Seffras del Pánico en la TELE aparecieron en la portada de la Playboy brasileña |                   |

- Datos: Q10350468